# Rayagiri
Rayagiri là một thị xã panchayat của quận Tirunelveli thuộc bang Tamil Nadu, Ấn Độ.

## Nhân khẩu
Theo điều tra dân số năm 2001 của Ấn Độ, Rayagiri có dân số 10.509 người. Phái nam chiếm 49% tổng số dân và phái nữ chiếm 51%. Rayagiri có tỷ lệ 61% biết đọc biết viết, cao hơn tỷ lệ trung bình toàn quốc là 59,5%: tỷ lệ cho phái nam là 72%, và tỷ lệ cho phái nữ là 50%. Tại Rayagiri, 11% dân số nhỏ hơn 6 tuổi.